# L'uomo che bisognava uccidere
L'uomo che bisognava uccidere (Čovjek koga treba ubiti) è un film del 1979 diretto da Veljko Bulajić.